# NGC 7473
NGC 7473 este o galaxie lenticulară situată în constelația Pegas. A fost descoperită în 6 septembrie 1863 de către Albert Marth. Se află la o distanță de 94,92 de megaparseci de Pământ.